# Fort Mill (Caroline du Sud)
Fort Mill est une ville de l'État américain de Caroline du Sud, située dans la banlieue de Charlotte. Selon le recensement de 2000, sa population est de 7 587 habitants.

## Histoire
Le territoire de la ville est à l'origine occupé par les indiens Catawba qui y établissent des campements. Les premiers colons blancs arrivent au milieu du XVIIIe siècle. La ville est reconnue en 1873 et se développe ensuite rapidement en s'appuyant sur l'industrie textile.

## Économie
La ville compte une usine de fabrication de pneumatiques du groupe allemand Continental AG.

## Démographie
| 1880 | 1890 | 1900  | 1910  | 1920  | 1930  |
| ---- | ---- | ----- | ----- | ----- | ----- |
| 290  | 689  | 1 394 | 1 616 | 1 940 | 2 112 |

| 1940  | 1950  | 1960  | 1970  | 1980  | 1990  |
| ----- | ----- | ----- | ----- | ----- | ----- |
| 2 919 | 3 204 | 3 315 | 4 505 | 4 162 | 4 930 |

| 2000  | 2010   | 2020   | - | - | - |
| ----- | ------ | ------ | - | - | - |
| 7 587 | 10 811 | 24 521 | - | - | - |

## Sport
Le club de Ligue mineure de Triple-A des Charlotte Knights est basée à Fort Mill. Les Knights évoluent à domicile au Knights Stadium.